# Party for Everybody
Party for Everybody är en musiksingel från den ryska musikgruppen Buranovskije Babusjki och var Rysslands bidrag i Eurovision Song Contest 2012. Den 7 mars vann gruppen med låten i Rysslands nationella uttagningsfinal mot 24 andra bidrag och gjorde så genom 50% jury och 50% telefonröstning. Låtens text är skriven av gruppmedlemmarna själva. Låten framfördes i den första semifinalen den 22 maj. Där hade bidraget startnummer 14. Det tog sig vidare till finalen som ägde rum den 26 maj. I finalen slutade bidraget på andra plats, 113 poäng efter "Euphoria" framförd av Loreen.
Det var även första gången som Ryssland skickade ett bidrag som framfördes på udmurtiska.

## Versioner
1. "Party for Everybody" – 2:51[8]
2. "Party for Everybody" (Karaokeversion) – 2:51[9]

## Listplaceringar
| Lista (2012) | Topplacering |
| ------------ | ------------ |
| Belgien      | 37           |
| Ryssland     | 103          |